# Tretie Paleolog
 (août 2012).
Tretie Paleolog, né à Rome en 1916 et mort à Paris en 1979, est un scientifique et écrivain roumain.

## Biographie
Trétie Paleolog fut considéré en Roumanie comme un libre penseur et un intellectuel atypique vu son ascendance et son éducation à la fois française (par sa mère) et roumaine (par son père), ainsi que par sa formation allemande, car il fit toutes ses études (secondaires, lycéales et polytechniques) à Berlin. Pour s’être rallié aux rares contestataires du régime nazi en milieu étudiant, il fut expulsé d’Allemagne vers la Roumanie en 1940. Il sera appelé sous les drapeaux et participa à la guerre antisoviétique menée par les Roumains. Dans l’impossibilité de quitter la Roumanie qui, après la Seconde Guerre mondiale sera intégrée au bloc communiste, il connaîtra toute la panoplie des vexations que le nouveau régime a infligées à tous ceux qui furent considérés comme issus de la « bourgeoisie ».
Bien qu'il fût contraint de travailler toute sa vie dans le milieu industriel — ce qui lui assura, paradoxalement, une relative indépendance d’esprit —, il fut connu et apprécié par les différents cercles intellectuels, scientifiques et culturels, de son pays. Auteur d’une très remarquée étude prospective concernant les perspectives de développement des langages artistiques Modélisation des langages artistiques potentiellement envisageables et leurs perspectives de développement, dans Revista de filozofie, 1967), son intervention suscita intérêt et polémique lors du 7e Congrès international d’esthétique qui a eu lieu à Bucarest en 1972 sous la présidence du philosophe Étienne Souriau. Son ouvrage sur la synesthésie et le développement des outils artistiques du futur ne fut, pourtant, jamais publié.
Il consacra les dernières années de sa vie à la mémoire et à la reconsidération en Roumanie de l’œuvre de Constantin Brâncuși. Le « Cercle d’études C. Brâncuși » qu’il fonda dans les années 1970, se proposa de constituer une première base de données au service exclusif de l’œuvre du sculpteur et de son interprétation.
L’essai sur la « trilogie sculpturale » érigée par Brâncuși à Târgu Jiu (Conversation avec Brâncuși, 1976) fut unanimement apprécié pour la qualité du témoignage et le lyrisme du texte. Souhaitant réaliser la version française de ce livre, grâce à l’invitation d’un éditeur, il reçut la permission, exceptionnelle à l’époque, de se rendre à Paris. À l’œuvre, plongé dans son travail d’écriture, il fut terrassé par une crise cardiaque. Il décéda à Parisen 1979 sans avoir pu mener à bien ce projet éditorial.

## Ouvrages
- Calcularea modelelor de limbajuri artistice potențial practicabile și perspectivele lor de dezvoltare (Modélisation des langages artistiques potentiellement envisageables et leurs perspectives de développement), dans «Revista de filozofie», no 10, t.  14, 1967.
- De vorbă cu Brâncuși despre « Calea sufletelor eroilor » (Conversation avec Brâncuși au sujet du Chemin des Héros de Targu Jiu),  éd. Sport-Turism, Bucarest, 1976.
- « Death with the orthodox peoples », dans Philosophical aspects of thanatalogy, N.Y., 1978.
- Conversations with Brancusi, Hebrew trans. Kenny Schuller, Hakibbutz Hameuchad, Tel Aviv, 2004.